# Irene Krause
Irene Krause (verheiratete Irene Salomon) (* 12. Februar 1940; † 8. August 2008) war eine deutsche Basketballspielerin.

## Leben
Krause gewann mit der Damen-Nationalmannschaft der Deutschen Demokratischen Republik im Jahr 1966 die Bronzemedaille bei der Europameisterschaft. Die DDR-Auswahl zählte damals mit der UdSSR und der Tschechoslowakei zu den besten Nationalmannschaften der Welt. Krause war im Verlauf der EM ’66 mit 11,1 Punkten pro Spiel hinter Renate Ameis zweitbeste Korbschützin der Deutschen.
1964 erreichte sie mit der DDR-Auswahl den sechsten Rang bei der EM, bei den Europameisterschaftsturnieren 1967 und 1968 errang Krause mit der Mannschaft jeweils den vierten Platz. Bei der WM ’67 sowie der EM ’68 führte sie die DDR-Damen jeweils mit einem Punkteschnitt von 13,9 pro Begegnung beziehungsweise 12,3 je Partie an. Insgesamt bestritt die Berlinerin, die für den TSC Berlin auflief, 76 Länderspiele für die DDR.
Krause war in Ost-Berlin im Stadtrat für Jugend und Sport tätig und war stellvertretende Vorsitzende des Bezirksvorstands Berlin des Deutschen Turn- und Sportbundes (DTSB). Sie beschäftigte sich im Rahmen ihres Geschichtsstudiums sowie teils auch in ihrer späteren, bis 1991 ausgeübten Tätigkeit als Leiterin des Sportmuseums Berlin mit Aspekten der Basketballgeschichte. 1965 legte sie das Werk „Die Entwicklung des Basketballspiels in Deutschland“ und 1990 „Meilensteine in der Entwicklung des Basketballsports der DDR“ vor. Zudem veröffentlichte sie Artikel in der Zeitschrift „Beiträge zur Sportgeschichte“.